# Rechtsschule von Beirut

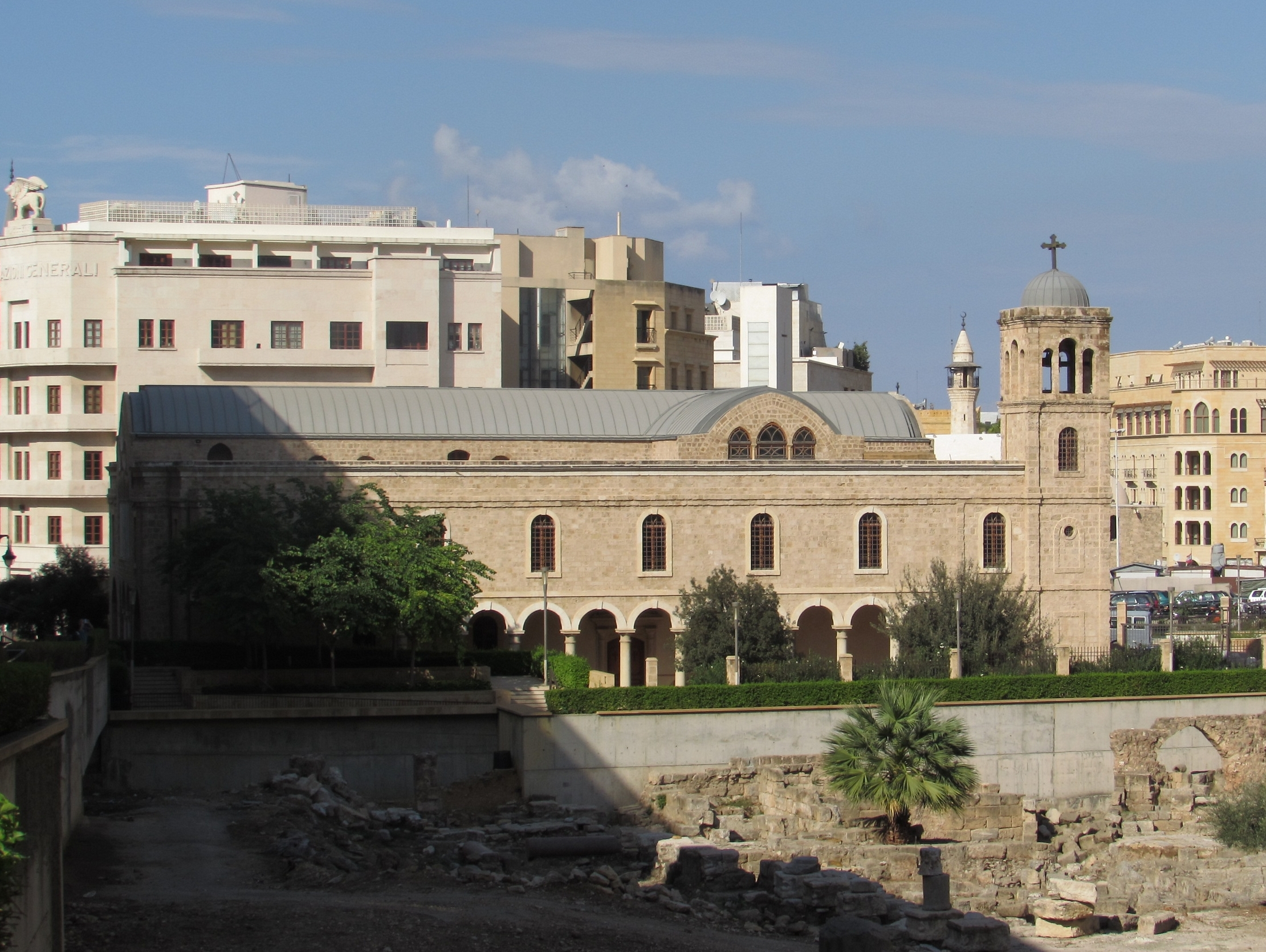
In unmittelbarer Nähe zum byzantinischen Vorläuferbau der Kathedrale St. Georg befand sich die Rechtsschule

Die Rechtsschule von Beirut war eine römische höhere Bildungseinrichtung während der römischen Kaiserzeit bis zur Spätantike. Möglicherweise wurde sie im Prinzipat von Hadrian, wenn nicht bereits von Augustus gegründet. Andere Gelehrte gehen mit Franz Peter Bremer davon aus, dass sie erst um 197 n. Chr. unter Septimius Severus begründet wurde. Keine der Vermutungen steht der ersten eindeutigen Erwähnung der Schule in den Quellen, einer 239 oder 240 schriftlich festgehaltenen Rede des altkirchlichen Bischofs Gregorius Thaumaturgus, entgegen, der von der parallel bereits bestehenden Rechtsschule von Caesarea zur juristischen und lateinischen Studienvertiefung nach Beirut (Beryt) gewechselt sei. Ihr guter Ruf muss insoweit bereits bestanden haben.
Die Rechtsschule genoss über Jahrhunderte hohes Ansehen. Weil Latein die Sprache der römischen Juristen war, stellte die Colonia Beirut lange Zeit eine lateinische Sprachinsel inmitten einer griechisch und syrisch dominierten Umgebung dar – noch im 5. Jahrhundert wurden dort lateinische Inschriften gesetzt. Vornehmlich bekannt ist die Rechtsschule durch die beiden spätklassischen Rechtsgelehrten Papinian und Ulpian, die an der Rechtsschule gewirkt haben. Ihre Schriften genossen derart große Autorität im Reich, dass die Kaiser Theodosius II. und Valentinian III. sie 426 im so genannten Zitiergesetz – die Gesetzessammlung des Codex Theodosianus wurde erst danach, im Jahre 438 veröffentlicht – zusammen mit denen der Juristen Gaius, Modestinus und Paulus als Grundlage für Entscheidungen ihrer Beamten in Rechtsfragen festlegten. In der Forschung wird davon ausgegangen, dass Beirut zu den stationes ius publice docentium aut respondentium gehörte. Rechtslehrer durften, entgegen der Auffassung Mommsens, demnach nicht nur in Rom, sondern auch in den Provinzen Rechtsgutachten (responsa) erstellen.
Kaiser Justinian bestimmte um 530, dass Beirut neben Konstantinopel und Rom offiziell anerkannte Lehranstalt für Römisches Recht wird. Die Anstalten in Alexandria, Athen und Caesarea verloren ihre dahingehende Autorität und Anerkennung. Während der Regierungszeit Justinians erlangten die beiden in Beirut tätigen Kompilatoren für die Digesten, Anatolios und Dorotheos, große Bedeutung. Die Rechtsschule präsentierte sich unter dem Juristen Justinian zudem als gestaltendes Produkt seiner Zeit; weniger Bewandtnis hatte es mit der  Redekunst, das Recht selbst stand im Mittelpunkt. Talentierte und ehrgeizige Schüler (Iustiniani novi) studierten mit dem Ziel vor Augen, in eine erfolgreiche öffentliche Beamtenlaufbahn zu investieren.
Ein Erdbeben in der Region beschädigte die Stadt Beirut und damit auch die Gebäude der Rechtsschule bereits 551 so schwer, dass die Glanzzeit der Schule schnell vorüber war. Die islamische Expansion im 7. Jahrhundert und der damit einhergehende Verlust der Provinzen des Vorderen Orients beendete für das Römische Reich dann die Existenz der Institution für immer.